# Lewis Fry Richardson
Lewis Fry Richardson, FRS, född 11 oktober 1881 i Newcastle-upon-Tyne, död 30 september 1953 i Kilmun, Argyll and Bute, var en engelsk matematiker, fysiker och psykolog.